# New Borg El Arab
Nuevo Borg El Arab es una ciudad industrial y vacacional del norte de Egipto, de la gobernación de El Alejandría, Egipto. En julio de 2022 tenía una población estimada de 17 000 habitantes.